# Populaires-UDEUR
Populaires-UDEUR (en italien : Popolari UDEUR) est un ancien parti politique italien de centre droit fondé en 1999 par Clemente Mastella et dissous en 2013. UDEUR est l'acronyme d’Union des démocrates pour l'Europe (en italien : Unione Democratici per l'Europa).
Le parti avait pour symbole un campanile.

## Histoire
Le parti a été fondé en 1999 sous le nom d’Union des démocrates pour l'Europe, après la dissolution de l'Union démocratique pour la République (UDR).  
Aux élections législatives de mai 2001 l'UDEUR faisait partie du cartel électoral La Marguerite, mais plus tard redevenu une force autonome.
En 2003 le parti devient Alliance populaire-UDEUR (en italien : Alleanza Popolare-UDEUR) et en 2004 a changé de nouveau son nom en Populaires-UDEUR.
Le parti a obtenu ses meilleurs résultats dans le Mezzogiorno et notamment en Campanie où il a remporté la province de Caserte (le 4 avril 2005).
En 2005 l'UDEUR a rejoint la coalition de centre-gauche L'Union.
Il disposait en 2005 de 11 députés (Chambre des députés) et de 5 sénateurs (Sénat) au sein du Parlement italien.
Il a obtenu les résultats suivants les 9 et 10 avril 2006 :
- Chambre des députés : 534 553 voix (1,4 %), 10 députés ;
- Sénat : 476 938 voix (1,4 %), 3 sénateurs (le parti devait dépasser 3 % pour accéder à la répartition des sièges ce qu'il n'a obtenu qu'en Campanie et en Calabre)

Son ancien et seul député européen, élu en juin 2004 (pour AP-UDEUR, 420 089 voix et 1,3 %), inscrit au groupe du Parti populaire européen, l’ancien ministre Paolo Cirino Pomicino, a été exclu du parti le 14 avril 2005, pour ne pas avoir soutenu les candidats de l’UDEUR au sein de l'Olivier aux élections régionales en Campanie remportées par le centre-gauche, mais nonobstant les consignes, un candidat de la nouvelle Démocratie chrétienne (alliée au centre-droit), le député non-inscrit Gianfranco Rotondi. Il a démissionné en 2006, étant élu député pour la Démocratie chrétienne pour les autonomies, ce qui a permis aux Populaires-UDEUR de le remplacer par un nouveau député européen en mai 2006.
Aux élections législatives d'avril 2006, l'UDEUR obtient 1,4 % des voix à la Chambre et 10 députés. Aux élections sénatoriales, elle obtient 1,4 % des voix et 3 sénateurs.
La défection de l'UDEUR, au mois de janvier 2008, entraîne la chute de Romano Prodi, ainsi que de vives tensions au sein du parti. L'un de ses députés, Stefano Cusumano, ayant annoncé qu'il maintenait sa confiance au chef de gouvernement, se vit traiter, en pleine séance, de pédé, cocu et de grosse merde par le chef des parlementaires UDEUR. Celui-ci fut physiquement interrompu par ses collègues, tandis que Stefano Cusumano, victime d'un malaise, était évacué sur une civière. Ce dernier était ensuite exclu du parti pour « comportement indigne ».
En février 2009, Clemente Mastella annonce qu'il sera candidat comme député européen pour Le Peuple de la liberté aux élections européennes du 7 juin 2009, entraînant l'UDEUR dans la majorité gouvernementale et au centre-droit. Romano Prodi considère immédiatement qu'il s'agit d'une manœuvre électoraliste. Le 7 juin, Clemente Mastella est élu député européen grâce au Peuple de la liberté.
En 2010 le parti a changé son nom en Populaires pour le Sud (en italien : Popolari per il Sud) et l'année suivante en UDEUR-Populaires pour le Sud. Enfin, en 2012, le parti a retrouvé son ancien nom Populaires-UDEUR.
En 2013, il obtient en association avec le centre-gauche un autre conseiller régional dans le Molise mais ne se présente pas lors des élections générales italiennes de 2013 après avoir essuyé le refus de coalition avec Le Peuple de la liberté.
Durant l'automne 2013, l'UDEUR a rejoint Forza Italia de Silvio Berlusconi.
Aux élections européennes de 2014 Mastella a été candidat dans Forza Italia, mais cette fois il n'a pas été réélu.

## Positionnement politique
Le parti est membre du Parti populaire européen. Ne s'étant pas présenté aux élections législatives de 2008, il n'a plus aucune représentation parlementaire et de nombreux élus l'ont quitté pour d'autres partis du centre. Il est considéré comme responsable de la chute du gouvernement de centre gauche de Romano Prodi.
Il se définit comme un parti de catholiques démocrates et de laïques réformistes. Il a été fondé après la chute du premier gouvernement Romano Prodi, avec le soutien de Francesco Cossiga afin de remplacer le Parti de la refondation communiste dans le nouveau gouvernement de centre-gauche dirigé par Massimo D'Alema.
L'UDEUR est très hostile aux pacs et a refusé, par l'absence de Clemente Mastella au conseil des ministres, de signer le projet de loi sur l'équivalent italien, baptisé dico.